# ياسين أوهدادي
ياسين أوهدادي (مواليد 20 غشت 1994)، هُو عداء بارالمبي متخصص في سباقات المسافات الطويلة الخاصة بفئة ضعاف البصر، وقد شارك في عدة أحداث دولية.
أوهدادي من مواليد المغرب، لكنه يمثل إسبانيا على صعيد المنافسات الدولية.
يحتفظ ياسين أوهدادي حاليا بالرقم القياسي العالمي لسباق 1500 متر لفئة تي 13، بعد أن حققه خلال مشاركته بدورة الألعاب البارالمبية الصيفية 2024.

## مساره الرياضي
تأهل ياسين أوهدادي للمشاركة في دورة الألعاب البارالمبية الصيفية 2020 في سباق 5000 متر ضمن فئة تي 13، بعد استيفائه للتنقيط الضروري ضمن البطولة الجهوية لألعاب القوى البارالمبية في جرندة.

## سجل المشاركات
| الدورة الأولمبية | المسابقة       | المجموعات | المجموعات | النهائي             | النهائي |
| الدورة الأولمبية | المسابقة       | النتيجة   | الترتيب   | النتيجة             | الترتيب |
| ---------------- | -------------- | --------- | --------- | ------------------- | ------- |
| 2020             | 1500 متر تي 13 | —         | —         | 3:56.73             | 6       |
| 2020             | 5000 متر تي 13 | —         | —         | 14:34.13            | الأول   |
| 2024             | 1500 متر تي 13 | —         | —         | 3:46.20 (رقم قياسي) | 5       |
| 2024             | 5000 متر تي 13 | —         | —         | 15:50.64            | الأول   |